# Qua Châu
Qua Châu (tiếng Trung: 瓜州县; bính âm: Guāzhōu Xiàn), trước đây gọi là huyện An Tây (安西县) là một huyện của địa cấp thị Tửu Tuyền, tỉnh Cam Túc, Trung Quốc. Huyện có hai tuyến quốc lộ đi qua là 215 và 312.

## Hành chính

### Trấn
- Uyên Tuyền (渊泉镇)
- Liễu Viên (柳园镇)
- Tam Đạo Câu (三道沟镇)
- Nam Xóa (南岔镇)
- Tỏa Dương Thành (锁阳城镇)

### Hương
| - Hà Đông (河东乡) - Bố Long Cát (布隆吉乡) - Tây Hồ (西湖乡) - Qua Châu (瓜州乡) | - Yêu Trạm Tử (腰站子乡) - Song Tháp (双塔乡) - Lương Hồ (梁湖乡) |

### Hương dân tộc
- Hương dân tộc Hồi-Đông Hương Thất Đôn (七墩回族东乡族乡)
- Hương dân tộc Tạng Quảng Chí (广至藏族乡)
- Hương dân tộc Hồi Sa Hà (沙河回族乡)

### Khác
- Nông trường Quốc doanh Tiểu Uyển (国营小宛农场)
- Công ty tổ chức khai hoang nông nghiệp Ngọc Môn (玉门农垦建筑公司)
- Nông trường Thất Đạo Câu (七道沟农场)

## Khí hậu
| Dữ liệu khí hậu của Qua Châu, độ cao 1.171 m (3.842 ft), (nhiệt độ thường 1991–2020) | Dữ liệu khí hậu của Qua Châu, độ cao 1.171 m (3.842 ft), (nhiệt độ thường 1991–2020) | Dữ liệu khí hậu của Qua Châu, độ cao 1.171 m (3.842 ft), (nhiệt độ thường 1991–2020) | Dữ liệu khí hậu của Qua Châu, độ cao 1.171 m (3.842 ft), (nhiệt độ thường 1991–2020) | Dữ liệu khí hậu của Qua Châu, độ cao 1.171 m (3.842 ft), (nhiệt độ thường 1991–2020) | Dữ liệu khí hậu của Qua Châu, độ cao 1.171 m (3.842 ft), (nhiệt độ thường 1991–2020) | Dữ liệu khí hậu của Qua Châu, độ cao 1.171 m (3.842 ft), (nhiệt độ thường 1991–2020) | Dữ liệu khí hậu của Qua Châu, độ cao 1.171 m (3.842 ft), (nhiệt độ thường 1991–2020) | Dữ liệu khí hậu của Qua Châu, độ cao 1.171 m (3.842 ft), (nhiệt độ thường 1991–2020) | Dữ liệu khí hậu của Qua Châu, độ cao 1.171 m (3.842 ft), (nhiệt độ thường 1991–2020) | Dữ liệu khí hậu của Qua Châu, độ cao 1.171 m (3.842 ft), (nhiệt độ thường 1991–2020) | Dữ liệu khí hậu của Qua Châu, độ cao 1.171 m (3.842 ft), (nhiệt độ thường 1991–2020) | Dữ liệu khí hậu của Qua Châu, độ cao 1.171 m (3.842 ft), (nhiệt độ thường 1991–2020) | Dữ liệu khí hậu của Qua Châu, độ cao 1.171 m (3.842 ft), (nhiệt độ thường 1991–2020) |
| Tháng                                                                                | 1                                                                                    | 2                                                                                    | 3                                                                                    | 4                                                                                    | 5                                                                                    | 6                                                                                    | 7                                                                                    | 8                                                                                    | 9                                                                                    | 10                                                                                   | 11                                                                                   | 12                                                                                   | Năm                                                                                  |
| ------------------------------------------------------------------------------------ | ------------------------------------------------------------------------------------ | ------------------------------------------------------------------------------------ | ------------------------------------------------------------------------------------ | ------------------------------------------------------------------------------------ | ------------------------------------------------------------------------------------ | ------------------------------------------------------------------------------------ | ------------------------------------------------------------------------------------ | ------------------------------------------------------------------------------------ | ------------------------------------------------------------------------------------ | ------------------------------------------------------------------------------------ | ------------------------------------------------------------------------------------ | ------------------------------------------------------------------------------------ | ------------------------------------------------------------------------------------ |
| Trung bình ngày tối đa °C (°F)                                                       | −1.1 (30.0)                                                                          | 5.7 (42.3)                                                                           | 13.7 (56.7)                                                                          | 21.7 (71.1)                                                                          | 27.2 (81.0)                                                                          | 31.4 (88.5)                                                                          | 33.0 (91.4)                                                                          | 31.6 (88.9)                                                                          | 26.8 (80.2)                                                                          | 19.0 (66.2)                                                                          | 8.8 (47.8)                                                                           | 0.1 (32.2)                                                                           | 18.2 (64.7)                                                                          |
| Trung bình ngày °C (°F)                                                              | −9.3 (15.3)                                                                          | −3.2 (26.2)                                                                          | 4.7 (40.5)                                                                           | 12.9 (55.2)                                                                          | 18.9 (66.0)                                                                          | 23.7 (74.7)                                                                          | 25.3 (77.5)                                                                          | 23.5 (74.3)                                                                          | 17.5 (63.5)                                                                          | 8.8 (47.8)                                                                           | −0.1 (31.8)                                                                          | −7.8 (18.0)                                                                          | 9.6 (49.2)                                                                           |
| Tối thiểu trung bình ngày °C (°F)                                                    | −15.3 (4.5)                                                                          | −10.1 (13.8)                                                                         | −2.7 (27.1)                                                                          | 4.9 (40.8)                                                                           | 10.8 (51.4)                                                                          | 15.9 (60.6)                                                                          | 18.2 (64.8)                                                                          | 16.7 (62.1)                                                                          | 10.4 (50.7)                                                                          | 1.8 (35.2)                                                                           | −6.1 (21.0)                                                                          | −13.4 (7.9)                                                                          | 2.6 (36.7)                                                                           |
| Lượng Giáng thủy trung bình mm (inches)                                              | 1.5 (0.06)                                                                           | 0.8 (0.03)                                                                           | 2.9 (0.11)                                                                           | 3.6 (0.14)                                                                           | 4.6 (0.18)                                                                           | 8.4 (0.33)                                                                           | 10.1 (0.40)                                                                          | 9.8 (0.39)                                                                           | 3.7 (0.15)                                                                           | 1.9 (0.07)                                                                           | 1.3 (0.05)                                                                           | 2.1 (0.08)                                                                           | 50.7 (1.99)                                                                          |
| Số ngày giáng thủy trung bình (≥ 0.1 mm)                                             | 2.1                                                                                  | 0.8                                                                                  | 1.6                                                                                  | 1.6                                                                                  | 2.2                                                                                  | 3.2                                                                                  | 4.2                                                                                  | 3.6                                                                                  | 1.9                                                                                  | 0.9                                                                                  | 1.0                                                                                  | 2.4                                                                                  | 25.5                                                                                 |
| Số ngày tuyết rơi trung bình                                                         | 3.9                                                                                  | 1.2                                                                                  | 1.6                                                                                  | 0.4                                                                                  | 0                                                                                    | 0                                                                                    | 0                                                                                    | 0                                                                                    | 0                                                                                    | 0.2                                                                                  | 1.5                                                                                  | 3.5                                                                                  | 12.3                                                                                 |
| Độ ẩm tương đối trung bình (%)                                                       | 55                                                                                   | 39                                                                                   | 32                                                                                   | 28                                                                                   | 28                                                                                   | 36                                                                                   | 43                                                                                   | 43                                                                                   | 41                                                                                   | 41                                                                                   | 49                                                                                   | 57                                                                                   | 41                                                                                   |
| Số giờ nắng trung bình tháng                                                         | 210.1                                                                                | 216.1                                                                                | 259.1                                                                                | 280.1                                                                                | 311.5                                                                                | 300.9                                                                                | 302.8                                                                                | 297.8                                                                                | 281.6                                                                                | 266.0                                                                                | 216.6                                                                                | 193.7                                                                                | 3.136,3                                                                              |
| Phần trăm nắng có thể                                                                | 70                                                                                   | 71                                                                                   | 69                                                                                   | 70                                                                                   | 69                                                                                   | 67                                                                                   | 67                                                                                   | 71                                                                                   | 77                                                                                   | 79                                                                                   | 74                                                                                   | 68                                                                                   | 71                                                                                   |
| Nguồn: Cục Khí tượng Trung Quốc                                                      |                                                                                      |                                                                                      |                                                                                      |                                                                                      |                                                                                      |                                                                                      |                                                                                      |                                                                                      |                                                                                      |                                                                                      |                                                                                      |                                                                                      |                                                                                      |